# Portulacaria afra
Espèce
Classification phylogénétique
Portulacaria afra est une espèce de plantes à fleurs du genre Portulacaria appelée aussi Pourpier en arbre, ou parfois Arbre de jade (terme ambigu pouvant renvoyer à trois espèces différentes). Elle appartient à la famille des Portulacaceae selon la classification classique, ou à celle des Didiereaceae selon la classification phylogénétique. Son aire d’origine s’étend du Kenya, et du Mozambique à l’Afrique du Sud.
C’est un arbuste aux tiges, rameaux et feuilles succulents, de 2 à 4 m de haut. Les feuilles opposées sont de couleur vert jade et les fleurs rose pâle. L’espèce se reproduit rarement par ses graines mais communément par multiplication végétative - des racines apparaissent sur les tiges et les feuilles en contact avec le sol.
Les feuilles sont consommées par les humains et les animaux comme le bétail ou les éléphants.

## Nomenclature et étymologie
L’espèce a été décrite et nommée Portulacaria afra par le botaniste néerlandais Nicolaus Joseph von Jacquin en 1786 [1787] dans Collectanea 1: 160, t. 22.
Le nom de genre Portulacaria est un mot de latin scientifique dérivé du latin portula « petite porte » par référence à la petite capsule qui s’ouvre comme une porte pour libérer les graines et du suffixe -aria signifiant « ressemblant à, lié à ».
L’épithète spécifique afra est un terme de latin signifiant « africain ».
Sur le plan taxonomique, le genre Portulacaria n'a rien à voir avec le genre Portulaca dont fait partie le Portulaca oleracea, le pourpier.

## Synonymes
Selon POWO, le nom valide Portulacaria afra possède 9 synonymes botaniques hétérotypiques :
- Crassula portulacaria L. in Sp. Pl., ed. 2.: 406 (1762)
- Crassula portulacastrum Harv. in W.H.Harvey & auct. suc. (eds.), Fl. Cap. 2: 386 (1862)
- Haenkea crassifolia Salisb. in Prodr. Stirp. Chap. Allerton: 174 (1796), nom. superfl.
- Portulacaria afra f. macrophylla H.Jacobsen in Natl. Cact. Succ. J. 10: 81 (1955)
- Portulacaria afra f. microphylla H.Jacobsen in Natl. Cact. Succ. J. 10: 81 (1955)
- Portulacaria afra f. variegata H.Jacobsen in Natl. Cact. Succ. J. 10: 81 (1955)
- Portulacaria portulacaria (L.) Graebn. in P.F.A.Ascherson & K.O.R.Graebner, Syn. Mitteleur. Fl. 5(1): 436 (1915), not validly publ.
- Claytonia portulacaria (L.) L. in Mant. Pl. 2: 211 (1771)
- Portulaca fruticosa Thunb. in Prodr. Pl. Cap.: 85 (1800), nom. illeg.

## Description
Souvent confondue avec l'arbre de Jade (Crassula ovata), cette espèce est une plante succulente originaire d’Afrique australe.
C’est un arbuste au tronc brun-gris, très ramifié, à tiges et feuilles succulentes, de 2 à 4 m de haut. Les rameaux sont opposés mais si un bourgeon terminal avorte sur un nœud d’une branche faible, il produit une croissance dichotomique,.
Les feuilles sont opposées, sessiles, charnues, obovales de 1–2,5 cm de long sur 8–15 mm de large. Elles sont brillantes, de couleur vert jade et plus fines que celles de Crassula ovata.
Les fleurs, rose pâle sont réunies en grappes terminales ou axillaires, sont apparemment hermaphrodites, mais seules quelques-unes sont fécondées. Elles sont portées par de court pédicelle avec 3 bractées à la base. Les 2 sépales membraneuses très courtes et les 5 pétales obovés sont persistants.
Le fruit membraneux, porte 3 ailes transparentes, indéhiscent.
L’espèce se multiplie rarement par ses graines mais ordinairement par reproduction végétative.

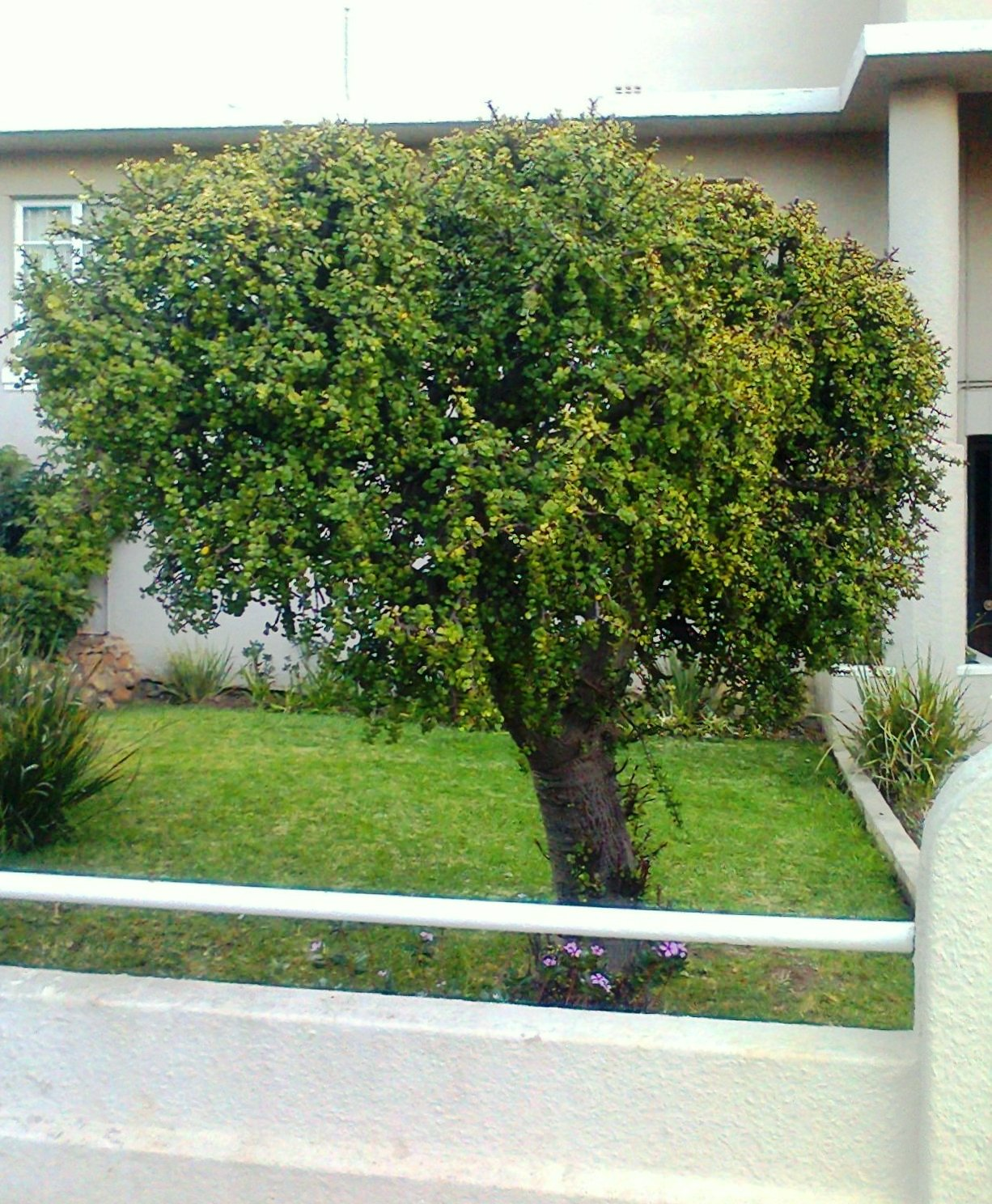
Port
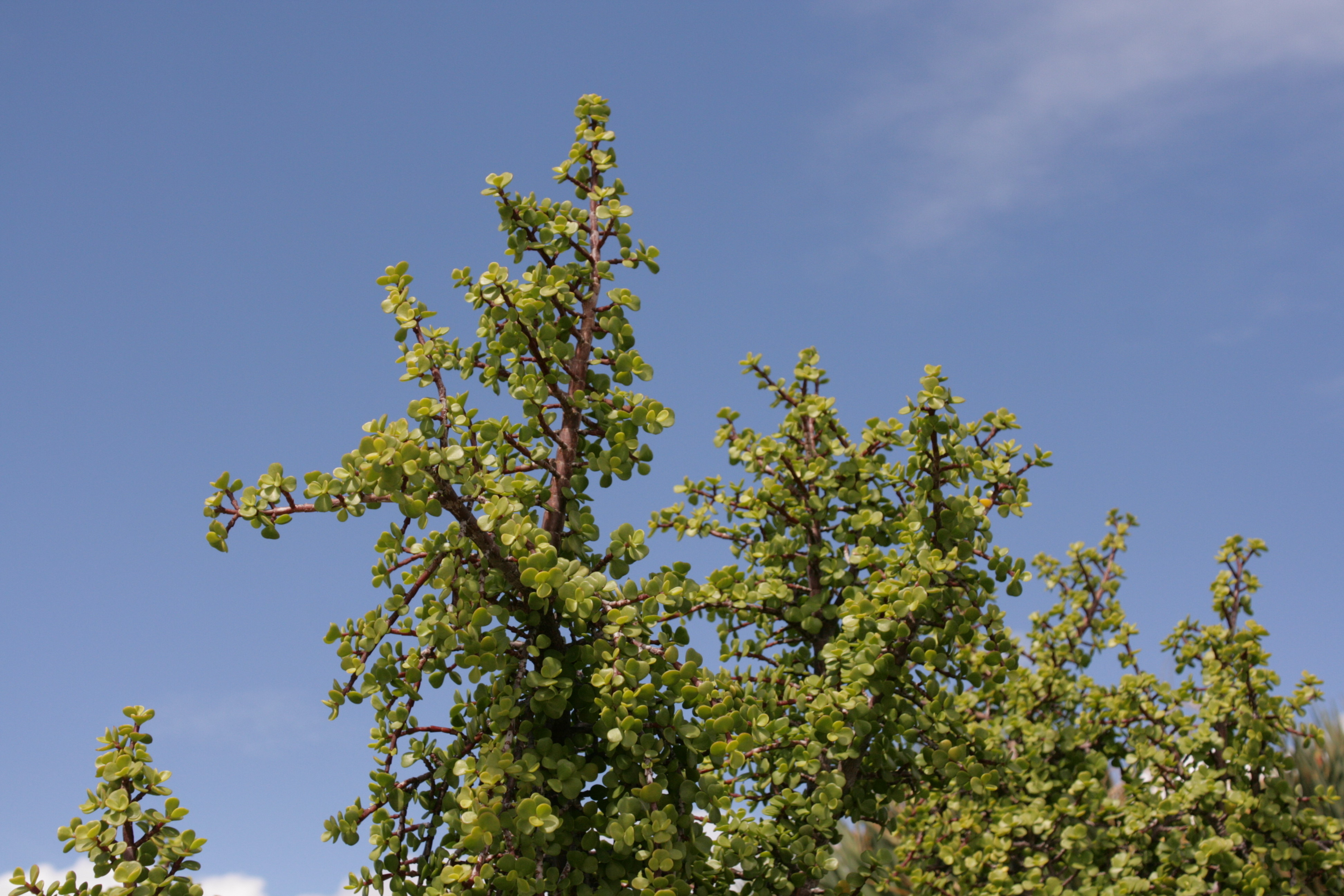
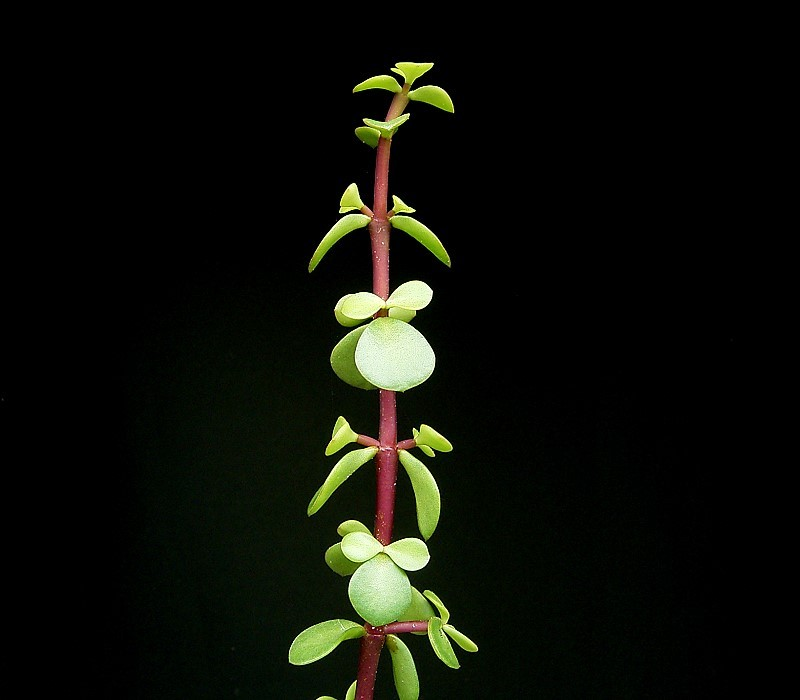
Feuilles opposées, rameau rougeâtre
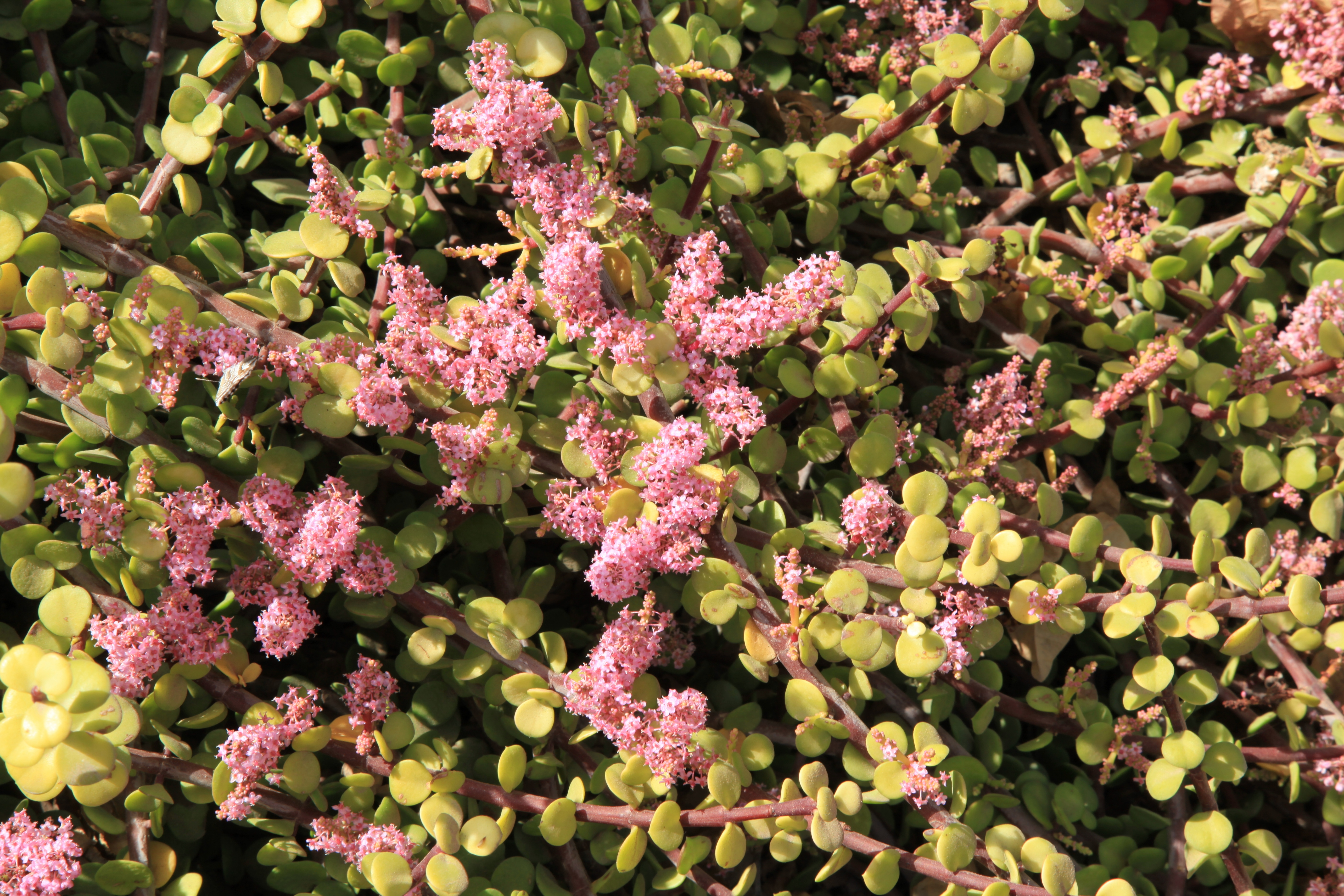
Fleurs roses
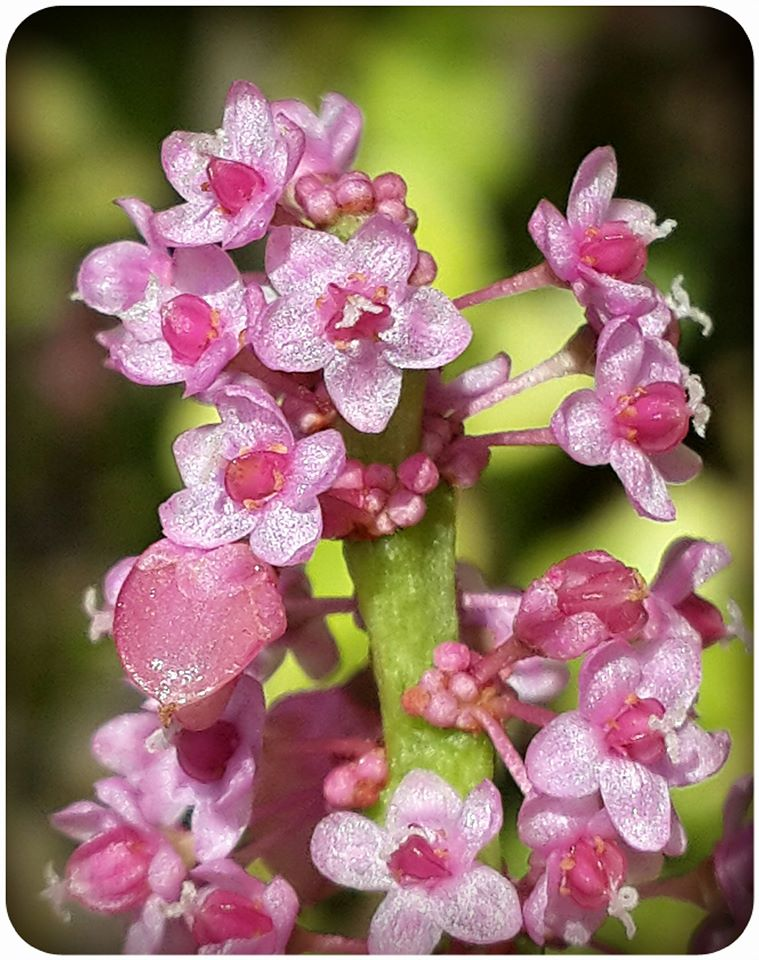

## Distribution et habitat
Selon POWO, l’aire d’origine de Portulacaria afra couvre une partie de l’Afrique du Sud (les Provinces de Cap-Occidental et de Cap-Nord, le KwaZulu-Natal), le Swaziland, le Mozambique et le Kenya.
Elle a été introduite en Sicile où elle s’est naturalisée.
On la trouve dans des situations chaudes sur des pentes rocheuses dans les broussailles succulentes du karoo, les fourrés, le bushveld et les vallées fluviales sèches dans les parties orientales de l'Afrique du Sud, du Cap oriental vers le nord jusqu'au KwaZulu-Natal, au Swaziland, au Mpumalanga et dans la province du Limpopo ainsi qu'au Mozambique.

## Écologie
Une écologie intéressante a été rapportée par Andrew Hankey, avec cette plante dans le Cap oriental où elle fait partie du régime alimentaire des éléphants dans le Parc national des Éléphants d'Addo.
Les éléphants mangent la plante du haut vers le bas permettant à la plante de se propager végétativement en étendant des branches horizontales au niveau du sol. À l'extérieur du parc, les plantes sont mangées par les chèvres qui mangent la plante du niveau du sol vers le haut, empêchant la plante de se propager végétativement. Par conséquent, ces plantes doivent compter uniquement sur les graines pour proliférer l'espèce, ce qui s'avère souvent difficile dans un climat aussi sec. En conséquence, il a été observé qu'à l'intérieur du parc où la plante est soumise au broutage par les éléphants, le « Porkbush » (nom de l'espèce en langue afrikaans), survit et se propage avec succès alors qu'à l'extérieur du parc, la plante devient rare en raison du surpâturage et de la mauvaise régénération.

## Culture

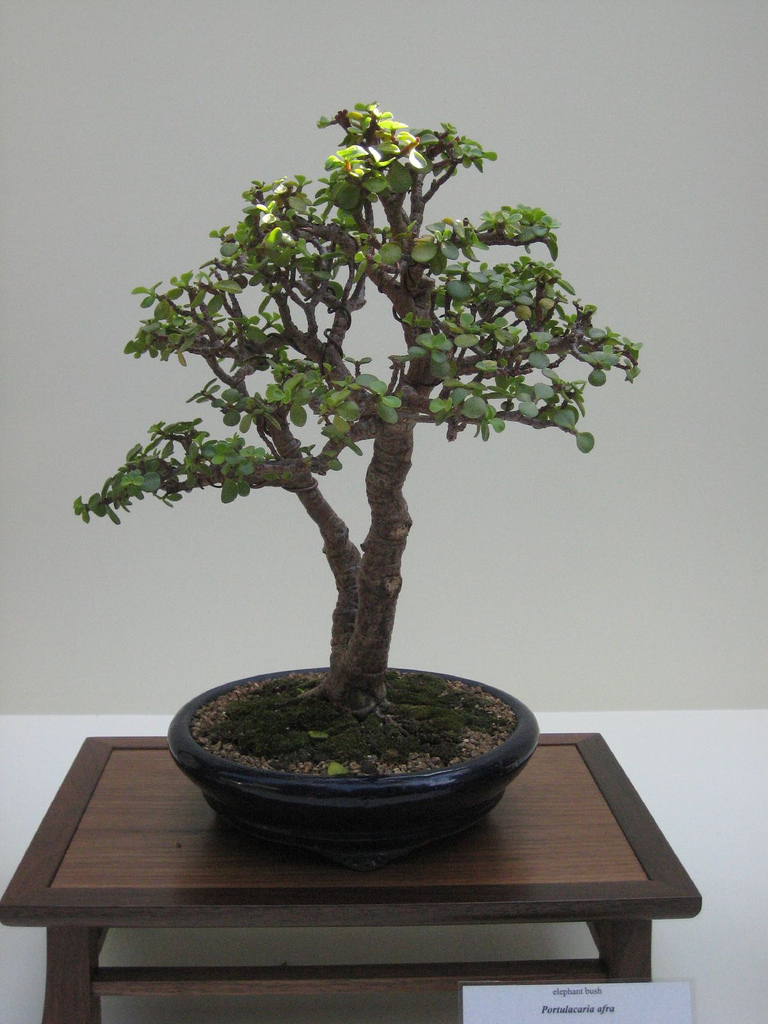
Bonsai d’une dizaine d’années

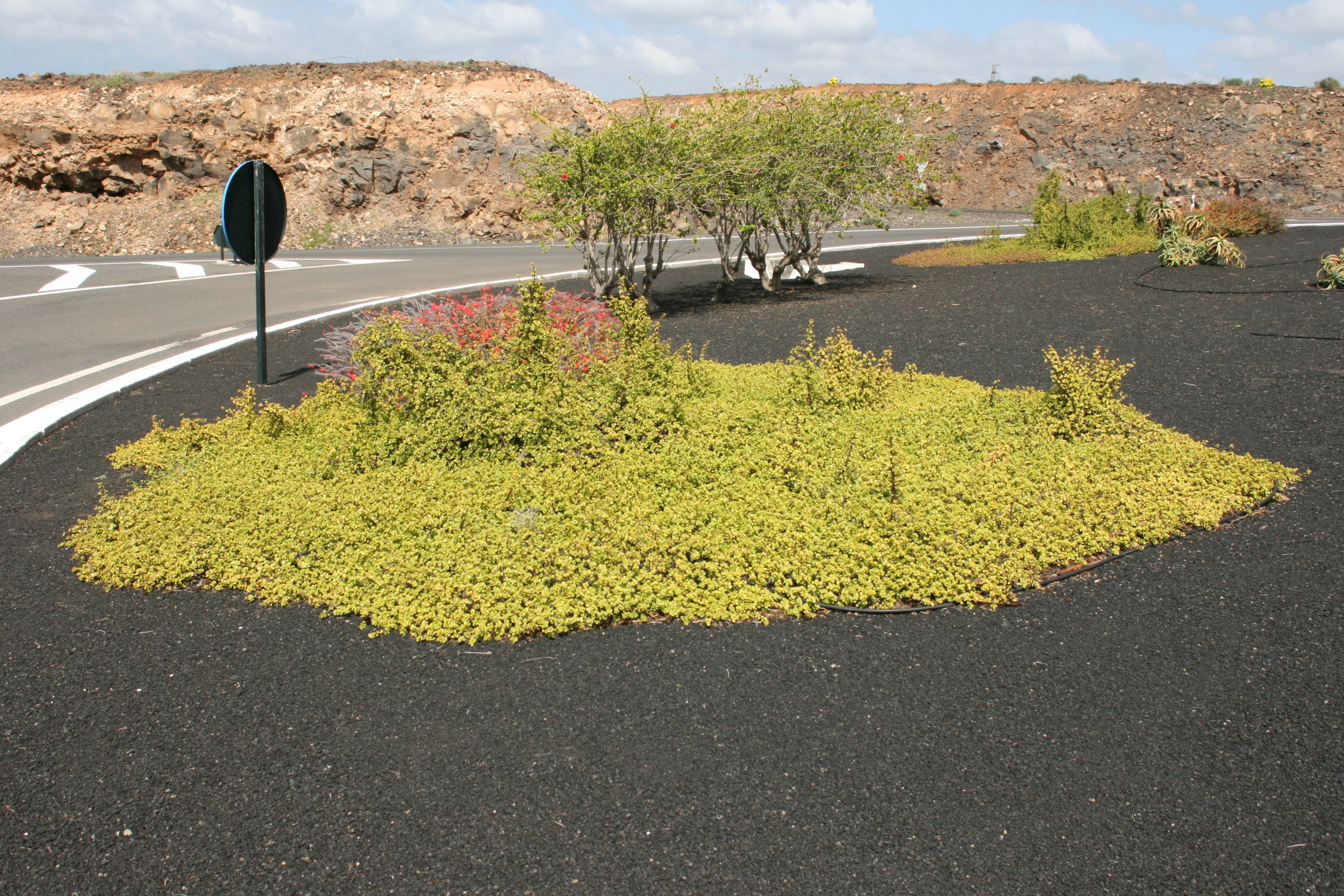
Forme ‘Prostrata’

Bien qu’il soit discutable de la considérer comme un bonsaï (n’étant pas un arbre), cette espèce peut présenter des caractéristiques justifiant cette classification. C’est une plante qui s’acclimate ordinairement volontiers en appartement et peut vivre plus de 50 ans.
Portulacaria afra se bouture très facilement en laissant sécher 3 à 4 jours la bouture avant de la placer dans un substrat légèrement humide. Une simple bouture de feuille peut aussi fonctionner.
Sa vitesse de croissance est assez rapide. Il apprécie le soleil et tolère le vent. Il supporte les milieux secs mais apprécie l’humidité.
Il supporte plus ou moins bien le gel selon la variété. La forme ‘Limpopo’ supporte le gel alors que d’autres formes doivent être rentrées en intérieur dès que les températures descendent sous les 5 °C. En Afrique du Sud, des pourpiers en arbre ont survécu à une température de −6 °C.
La plante qui est mangée par différents animaux brouteurs, a une capacité assez stupéfiante à se régénérer à partir des rameaux et feuilles tombées à terre, qui rapidement émettent des racines.
Plusieurs cultivars existent
- Limpopo : variété aux feuilles beaucoup plus grandes (x2). Variété sauvage de l’extrême nord de l’aire de répartition de l’espèce, qui est connue aussi sous le nom de Portulacaria afra var. macrophylla, est très vigoureuse et tolère les gelées.
- Prostrata : forme basse et décombante, fréquemment utilisée comme couvre sol.
- Aurea : forme compacte et dressée aux feuilles arrondies qui virent au jaune vif au soleil.
- Foliis variegatus : forme panachée
- Medio-picta : panaché avec un centre plus clair

## Utilisation
Principalement décorative sauf en Afrique du Sud où elle peut constituer jusqu’à 80 % de l'alimentation des éléphants (160 kg par jour). Il s'agit là d'une relation symbiotique puisqu'en consommant Portulacaria afra, l'éléphant répand de nombreux fragments au sol, ce qui permet à l'espèce de se propager par multiplication végétative.
Les feuilles du pourpier en arbre peuvent être consommées par les humains ; elles ont une saveur aigre et acidulée. Elles sont consommées par les peuples de Zululand. Ses fleurs abondantes roses butinées par les abeilles donnent un miel de qualité.
Les feuilles sont aussi fortement broutées par le bétail et les herbivores comme les éléphants. Les feuilles sont utilisées pour étancher la soif, sucer une feuille sert à se requinquer si on est épuisé, déshydraté ou après un coups de chaleur.
Supportant très bien la taille, cette espèce est parfois utilisée dans les zones chaudes pour faire des topiaires.